# Макагуан (язык)
Макагуан (Agualinda Guahibo, Hitnü, Macaguán, Macaguane, Macaguane-Hitnu) - находящийся под угрозой исчезновения гуахибский язык, на котором говорит народ макагуан, который проживает в городах Агуалинда и Сан-Хосе-де-Липа департамента Араука, между реками Куйлото, Липа, Эле, в Колумбии.